# في الصميم
في الصميم هو برنامج حواري يعرض  برمضان كل سنة على قناة روتانا خليجية والبرنامج من تقديم عبدالله المديفر

## روابط خارجية
- . على يوتيوب http://www.youtube.com/watch?v=pwTls6eztwo